# 鹿児島県道74号内之浦佐多線
鹿児島県道74号内之浦佐多線（かごしまけんどう74ごう うちのうらさたせん）は、鹿児島県肝属郡肝付町から肝属郡南大隅町に至る県道（主要地方道）である。

## 概要
肝属郡肝付町岸良から肝属郡南大隅町佐多に至る。

### 路線データ
- 起点：鹿児島県肝属郡肝付町岸良（国道448号交点）
- 終点：鹿児島県肝属郡南大隅町佐多（南大隅町伊座敷交差点、鹿児島県道68号鹿屋吾平佐多線交点）

## 歴史
- 1965年（昭和40年）12月1日 - 鹿児島県道74号船間佐多線として路線認定される[1]。
- 1982年（昭和57年）5月1日 - 現在の路線名に変更される。
- 1993年（平成5年）5月11日 - 建設省から、県道内之浦佐多線が内之浦佐多線として主要地方道に指定される[2]。

## 路線状況

### 重複区間
- 鹿児島県道68号鹿屋吾平佐多線（肝属郡南大隅町佐多伊座敷）

## 地理

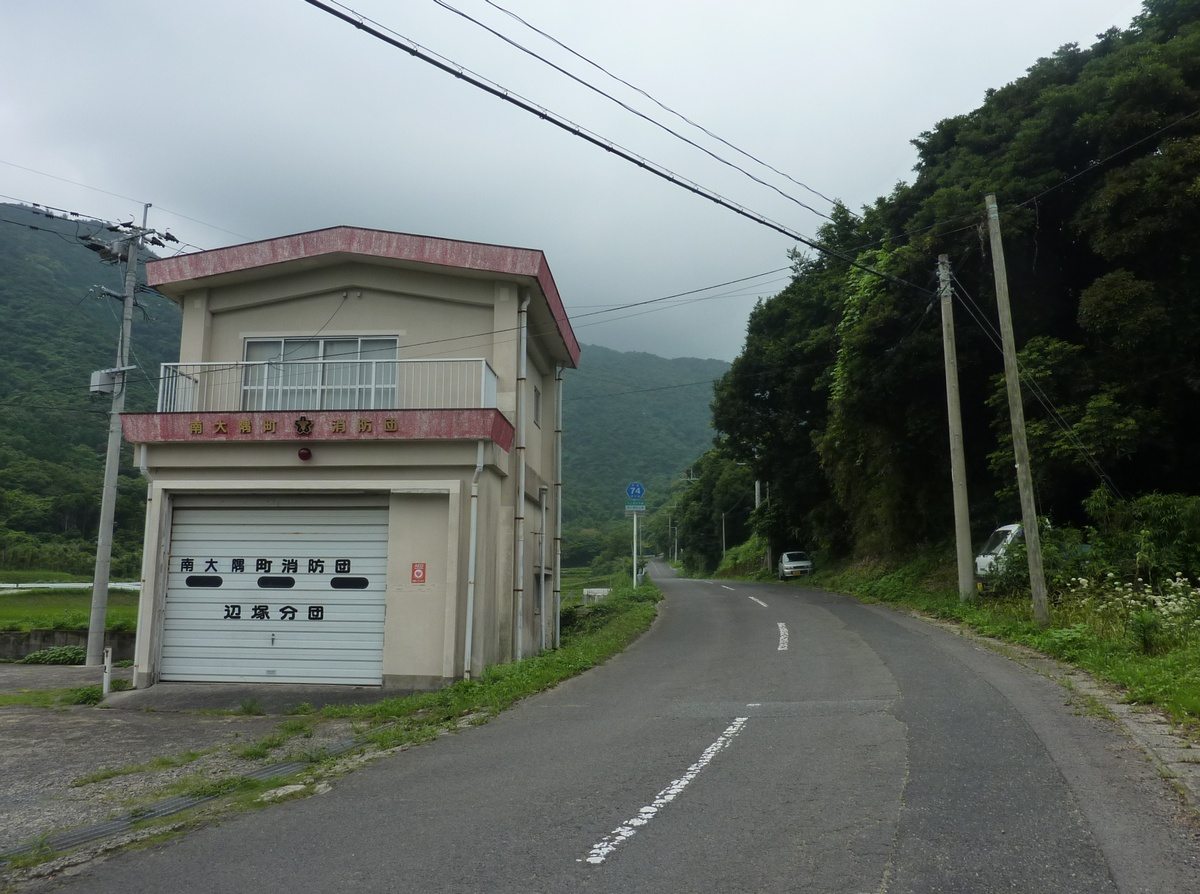
南大隅町佐多辺塚から佐多支所方面を望む

### 通過する自治体
- 肝属郡肝付町
- 肝属郡南大隅町

### 交差する道路
| 交差する道路                              | 市町村名 | 市町村名 | 交差する場所 | 交差する場所                |
| ----------------------------------------- | -------- | -------- | ------------ | --------------------------- |
| 国道448号                                 | 肝属郡   | 肝付町   | 岸良         | 起点                        |
| 鹿児島県道563号辺塚根占線                 | 肝属郡   | 南大隅町 | 佐多辺塚     |                             |
| 鹿児島県道68号鹿屋吾平佐多線 重複区間起点 | 肝属郡   | 南大隅町 | 佐多伊座敷   |                             |
| 鹿児島県道68号鹿屋吾平佐多線 重複区間終点 | 肝属郡   | 南大隅町 | 佐多伊座敷   |                             |
| 鹿児島県道564号浜尻馬込線                 | 肝属郡   | 南大隅町 | 佐多馬籠     |                             |
| 鹿児島県道68号鹿屋吾平佐多線              | 肝属郡   | 南大隅町 | 佐多伊座敷   | 南大隅町伊座敷交差点 / 終点 |

### 沿線
- 南大隅町立第一佐多中学校
- 南大隅町立佐多小学校